# Саранчовый канюк
Саранчовый канюк (лат. Butastur rufipennis) — вид хищных птиц из семейства ястребиных (Accipitridae). Подвидов не выделяют.

## Распространение
Обитают на Африканском континенте, являясь, тем самым, единственным африканским представителем рода Butastur. Ареал вида простирается от Сенегамбии на восток до Эритреи и Эфиопии. При этом южнее имеется второй пересекающий континент широкий «пояс», куда птицы мигрируют вне сезона размножения.

## Описание
Длина тела 35—44 см. Самец весит 310—342 г, самка 300—408 г; размах крыльев 92-106 см. Ястреб среднего размера, со слабым клювом, маленькой головой, относительно длинными ногами и хвостом средней длины. Похожая на воздушного змея тонкая форма тела, но при этом птица медлительна и длительное время сидит на одном и том же насесте. Рыжие кроющие крыльев и нижняя сторона тела, характерные для всех возрастов, особенно в сочетании с чёрными краями крыльев. Представители полов неразличимы внешне, но самки крупнее в среднем на 7 % по размеру и на 9 % в среднем по массе. Голые части тела: радужная оболочка бледно-желтая (ювенильная коричневая), надхвостье и уздечка жёлтые (ювенильные более зеленовато-жёлтые), а ноги бледно-жёлтые.

## Биология
Питаются в основном насекомыми. В кладке от 1 до 3 яиц.